# Интириор (Јужна Дакота)
Интириор (енгл. Interior) град је у америчкој савезној држави Јужна Дакота.

## Демографија
По попису из 2010. године број становника је 94, што је 17 (22,1%) становника више него 2000. године.
| Група             | 2000.      | 2010.      |
| Белци             | 47 (61,0%) | 66 (70,2%) |
| Афроамериканци    | 0 (0,0%)   | 0 (0,0%)   |
| Азијати           | 0 (0,0%)   | 0 (0,0%)   |
| Хиспаноамериканци | 1 (1,3%)   | 0 (0,0%)   |
| Укупно            | 77         | 94         |